# Вила Гати (Терамо)
Вила Гати (итал. Villa Gatti) је насеље у Италији у округу Терамо, региону Абруцо.
Према процени из 2011. у насељу је живело 59 становника. Насеље се налази на надморској висини од 157 м.